# SBS Radio
SBS Radio è un servizio fornito dallo Special Broadcasting Service che mira a "informare, educare e intrattenere gli australiani, in particolare quelli di origini non di lingua inglese". SBS Radio è nata come due stazioni con sede a Melbourne e Sydney, istituite per fornire informazioni pre-registrate sull'allora nuovo sistema sanitario Medibank in lingue diverse dall'inglese. Oggi il servizio si rivolge ai circa 4 milioni di australiani stimati che parlano una lingua diversa dall'inglese a casa con programmi in 74 lingue, oltre a un pubblico più vasto attraverso programmi come World View e Alchemy.
Come SBS Television, SBS Radio integra il suo finanziamento governativo con campagne di informazione a pagamento per agenzie governative e organizzazioni senza scopo di lucro, nonché pubblicità commerciale e sponsorizzazione.

## Programmazione e contenuti
La maggior parte dei programmi contiene un mix di notizie, attualità, sport, informazioni sulla comunità e musica relative a un gruppo etnico o linguistico specifico. L'eccezione è il programma di notizie in lingua inglese World View e la programmazione notturna del BBC World Service.
SBS Radio ha tre servizi radio principali, Radio 1, Radio 2 e Radio 3, oltre a un servizio FM nazionale. Radio 1 è disponibile su AM a Sydney, Melbourne, Canberra e Wollongong (1107, 1224, 1440 e 1485 rispettivamente) mentre Radio 2 è disponibile su FM a Sydney, Melbourne e Canberra (97.7, 93.1 e 105.5) e su AM a Wollongong (1035). Radio 3 è disponibile solo su piattaforme digitali. Il servizio nazionale (marchiato semplicemente come SBS Radio) è disponibile in tutto il resto del paese attraverso le trasmissioni FM (tranne a Newcastle, dove è disponibile su AM) e sul servizio satellitare Viewer Access Satellite Television, ed è composto da materiale proveniente dalle Radio 1, 2 e 3. Inoltre, alcune stazioni della comunità in aree senza trasmettitori radio SBS dedicati contengono alcuni contenuti SBS Radio.
Radio 1, Radio 2 e Radio 3 sono disponibili in tutta la nazione attraverso la televisione digitale terrestre, attraverso la radio digitale DAB+ nelle aree disponibili, via satellite dalle trasmissioni satellitari free-to-air Optus D1 e Optus B3 banda C in chiaro e sui principali servizi televisivi in abbonamento (come Foxtel). Fino al lancio di Radio 3 nell'aprile 2013, i programmi disponibili su Radio 1 e Radio 2 variavano a seconda della piattaforma e della posizione: ad esempio, la radio e la televisione digitali a Brisbane seguivano in gran parte la programmazione a Sydney, mentre la radio e la televisione digitali ad Adelaide e Perth seguì ampiamente la programmazione a Melbourne.
Sulla radio digitale a Sydney, Melbourne, Brisbane, Adelaide, Perth e Canberra, SBS ha alcuni servizi aggiuntivi solo digitali: SBS Chill, un mix di musica rilassante e world music; SBS PopAsia, una miscela di J-pop, K-pop e C-pop; SBS PopDesi, un mix di Bhangra, musica di Bollywood e musica pop dell'Asia meridionale; SBS Arabic 24, una stazione radio araba di 24 ore e SBS PopAraby, con musica pop araba. Tutti questi servizi sono disponibili anche online.
SBS Radio 3 ha iniziato a trasmettere il 29 aprile 2013. È disponibile su VAST, DAB+, DTV e online. I servizi di Radio 3 sono stati aggiunti a tutte le piattaforme FOXTEL/Pay TV, tra cui Austar e Optus dal 2 settembre 2013.
SBS Radio 4 utilizzato per trasmettere BBC World Service, tuttavia il 18 aprile 2019, tutti i programmi su SBS Radio 4 sono stati trasferiti a SBS Radio 3, e Radio 4 è per lo più defunta.
I vecchi slogan erano The many voices of one Australia, Six Billion Stories and Counting..., e Seven Billion Stories and Counting... e quello attuale è A World of Difference.

## Lingue
A partire da marzo 2025, SBS Radio trasmette nelle seguenti lingue. Tutte le lingue sono disponibili sul servizio nazionale se non diversamente specificato.
Il 20 novembre 2017, SBS Radio ha riorganizzato il suo servizio radiofonico, che includeva la caduta di servizi in dodici lingue che non erano così ampiamente parlate, o avevano comunità che non avevano bisogno di un servizio dedicato nella loro lingua.
SBS lancerà anche servizi in sette nuove lingue, ma nessuno di questi servizi è disponibile a partire da febbraio 2018.
Trasmesso su Radio 1
- aborigeno (come NITV Radio)1
- albanese2
- amarico
- armeno2
- bosniaco
- bulgaro2
- cantonese
- coreano
- croato
- dinka
- ebraico
- estone2
- finlandese
- francese

- giapponese
- greco
- khmer2
- macedone
- mandarino
- polacco
- rumeno2
- samoano
- serbo
- sloveno
- tigrino
- ungherese
- vietnamita
- yiddish

Trasmesso su Radio 2
- arabo
- assiro
- bengalese
- birmano
- ceco2
- curdo
- dari
- filippino
- gujarati
- hindi
- hmong
- indonesiano
- italiano
- lao
- malayalam
- maltese
- nepalese

- olandese
- pashtu
- persiano
- portoghese
- punjabi
- russo
- singalese
- slovacco2
- somalo
- spagnolo
- swahili
- tamil
- tailandese
- tedesco
- turco
- ucraino2
- urdu

Nuove lingue (in produzione)
- hakha chin
- karen
- kirundi
- mongolo
- rohingya
- telugu
- tibetano

### Lingue precedenti
Trasmesso su Radio 3
- africano1
- danese
- figiano
- kannada
- lettone
- lituano
- malese
- māori
- norvegese
- rarotongano
- svedese
- tongano

Radio 1 trasmette anche segmenti di SBS Chill.
Una versione radio di SBS World News è stata trasmessa anche su Radio 1.
Note: Tutte le lingue trasmesse su Radio 1 erano disponibili (con orari ridotti) sul servizio FM nazionale, così come tutte le lingue su Radio 2, ad eccezione di lingue dari, lao e maltese. Nessuna delle lingue che hanno programmi su Radio 3 era disponibile su radio analogica.
1. I servizi aborigeni sono e i servizi africani sono stati per lo più condotti in inglese. Il servizio aborigeno era chiamato aborigeno e poi Living Black Radio. Il servizio tedesco include segmenti inglesi.
2. Non disponibile sul servizio nazionale.

## Informazioni tecniche

### Prova RDS
SBS Radio ha iniziato una prova di RDS (Radio Data System) nelle aree FM di Sydney e Melbourne, nel novembre 2012. RDS fornisce informazioni "Now" e "Next" per le informazioni sul programma corrente e in sospeso.
Il PS RDS su radio FM è "SBSRadio" a Melbourne e Sydney.

### Lancio di EPG
SBS ha iniziato a trasmettere la SBS Radio EPG (14 giorni) alla televisione digitale (DTV) nel novembre 2012.
I dati vengono forniti in tempo reale per i clienti DAB+, e un programma in avanti per DTV, da "Aim Rapid 2", da All In Media, vedi [www.digitalradioplus.com]. I dati della televisione a pagamento sono forniti da HWW.

### SBS Radio Operations
SBS Radio è gestito, monitorato e mantenuto tramite SBS Radio Operations. La distribuzione dei contenuti SBS è gestita da terze parti, come Broadcast Australia e altri fornitori specializzati.
Con sede a Sydney e Melbourne, i team Radio Operations all'interno del monitor SBS monitor, cambiano fonti di programmazione e coordinano le risorse all'interno di SBS per fornire contenuti in tutti i mercati SBS.